# Смит (колеж)
Вижте пояснителната страница за други значения на Смит.
Колежът „Смит“ е най-големият девически висш колеж в САЩ. Намира се в гр. Нортхамптън, щата Масачузетс.
„Смит“ е сред най-престижните колежи за свободни изкуства в САЩ. Текущият му рейтинг е 19-и сред най-добрите американски колежи с хуманитарна насоченост. Включен е в тъй наречените „Седем сестри“ – 7-те най-стари и престижни девически колежа в САЩ.

## Структура
Колежът се състои от факултети: хуманитарен, научен и по изкуствата.

## Прием
Приемът в „Смит“ се основава на много критерии и характеристики на кандидата. Освен стандартизирани изпити и оценки, служителите по приема отделят особено внимание на литературните умения на кандидатите и тяхната заинтересованост от главни обществени проблеми или явления.

## Галерия
- Библиотека „Нелсън“
- „Джон Грийн Хол“
- „Стодарт Хол“
- Smith Alumnae Gymnasium
- „Парк Хаус“
- Ботаническа градина „Лайман“
- Параклис „Хелън Хилс“
- „Хилиър Хол“